# Eichelhardt
Eichelhardt là một đô thị thuộc huyện Altenkirchen, bang Rheinland-Pfalz, phía tây nước Đức. Đô thị Eichelhardt có diện tích 2,84 km², dân số thời điểm ngày 31 tháng 12 năm 2006 là 487 người.